# Klimov VK-1
Le Klimov VK-1 fut le premier turboréacteur soviétique à être produit en importantes quantités. Il fut développé par Vladimir Yakovlevich Klimov et produit d'abord par les ateliers GAZ 116. Il était dérivé du Rolls-Royce Nene britannique. Il fut également produit sous licence en Chine sous la désignation WP-5.

## Conception et développement

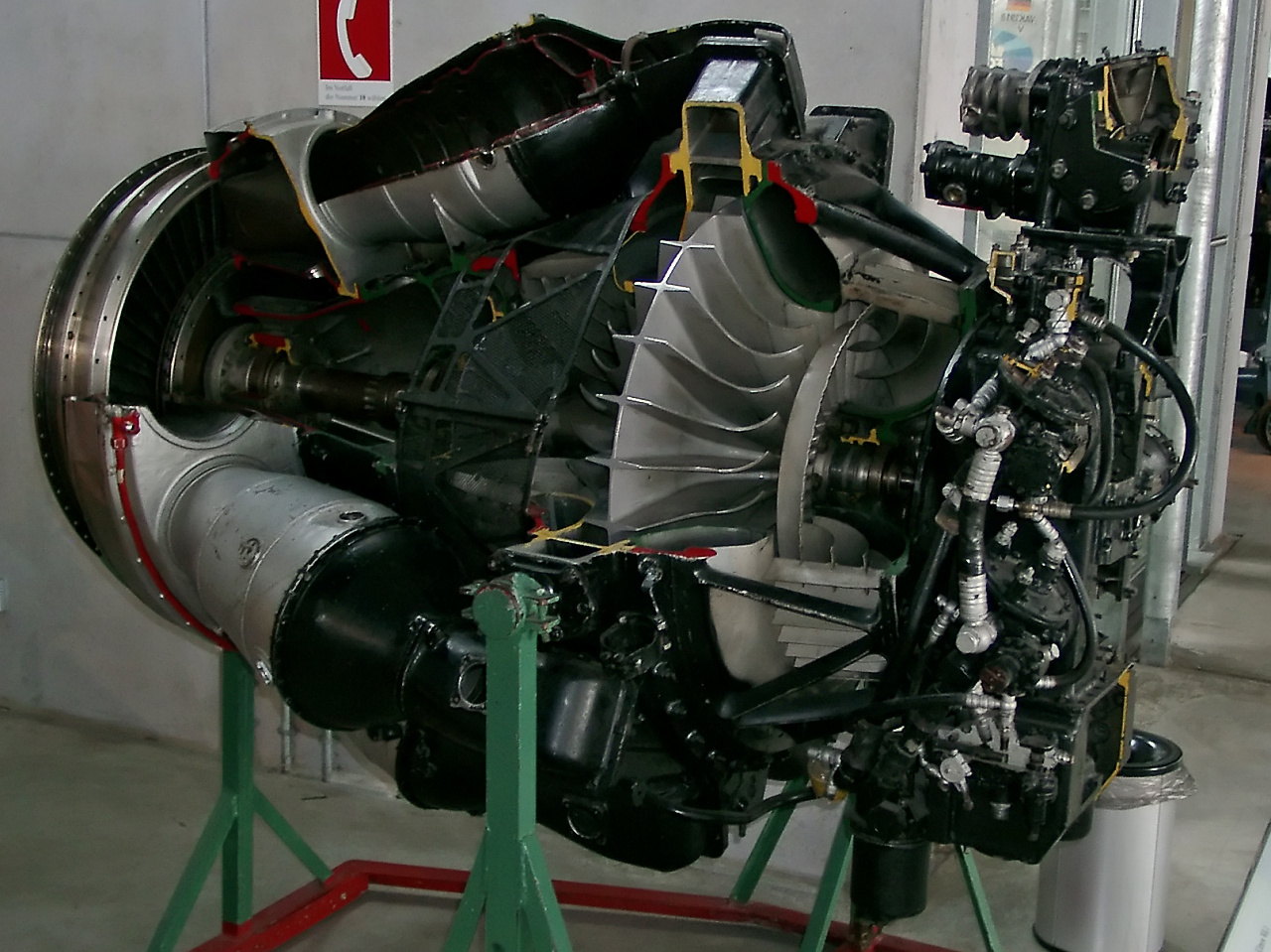
Un Klimov VK-1 vu en coupe.

Immédiatement après la Seconde Guerre mondiale, l'Union soviétique fabriqua des copies des moteurs allemands de première génération Jumo 004 et BMW 003, qui étaient des concepts avancés mais d'une durée de vie extrêmement courte, en raison de la difficulté pour les Allemands de trouver des métaux de qualité à la fin de la guerre. Pourtant, en 1946, avant que la guerre froide ne commence vraiment, le nouveau parti travailliste britannique (Labour Party), sous la volonté du premier ministre Clement Attlee, soucieux d'améliorer les relations diplomatiques avec l'Union soviétique, autorisa la compagnie Rolls-Royce à exporter 40 exemplaires du Rolls-Royce Nene à compresseur centrifuge. En 1958, il fut découvert, lors d'une visite à Pékin de Whitney Straight, directeur adjoint de Rolls-Royce, que ce moteur avait été copié sans accord de licence pour propulser le MiG-15 Fagot. Il s'appelait d'abord RD-45, et après que les Soviétiques aient résolu les problèmes initiaux de métallurgie, ce qui les força à revoir leur copie, le moteur entra en production sous la désignation de Klimov VK-1. La société Rolls-Royce tenta après coup de demander une somme de 207 millions de £ en frais de licence, mais sans succès.

## Caractéristiques
Le VK-1 était légèrement différent du Nene, possédant des chambres de combustion plus grandes, une turbine plus grande et une circulation d'air différente à l'intérieur du moteur. Le compresseur était de type centrifuge, ce qui nécessitait de l'avion équipé du moteur qu'il soit d'un diamètre de fuselage plus important que ceux équipés de moteurs à compresseurs axiaux, plus progressifs et dont les premiers concepts étaient déjà apparus dans l'Allemagne et l'Angleterre de la seconde Guerre mondiale.
La version VK-1F était dotée d'une postcombustion, afin de permettre aux chasseurs soviétiques de franchir le mur du son. Sa tuyère était à géométrie variable, afin de garantir un fonctionnement stable et fiable pendant les phases de vol à pleine puissance.

## Versions
- VK-1 : Version de base ;
- VK-1F : Version plus puissante, dotée d'une postcombustion.

## Applications
Le VK-1 était utilisé pour propulser les chasseurs soviétiques MiG-15 Fagot et MiG-17 Fresco, ainsi que l'Il-28 Beagle. Certains moteurs sont encore en usage à l'heure actuelle dans des souffleuses à neige,.